# Стейсі Ваака
Стейсі Ваака (фр. Stacey Waaka), у шлюбі Флюлер — новозеландська регбістка. Дворазова олімпійська чемпіонка, дворазова чемпіонка світу, чемпіонка та медалістка Ігор Співдружності, чемпіонка та медалістка світової першості з регбі-7. 
Золоту олімпійську медаль та звання олімпійської чемпіонки Ваака виборола на Токійській олімпіаді 2021
у складі збірної Нової Зеландії з регбі-7. На Паризькій олімпіаді 2024 року вона повторила цей успіх. Після Олімпіади Ваака оголосила, що прийняла запрошення грати в регбі-13 в Австралії в жіночій версії Національної регбійної ліги.  
Своє прізвисько Усміхнена вбивця Ваака дістала завдяки широкій усмішці, якою вона сяє щоразу, коли заносить м'яч у залікове поле команди-супротивниці.